# Route nationale 372
Pour les articles homonymes, voir Route 372.
La route nationale 372 ou RN 372 était une route nationale française reliant Melun à Milly-la-Forêt. À la suite de la réforme de 1972, elle a été déclassée en RD 372 en plusieurs étapes, dont la dernière remonte à 2001. (Tronçon Melun- A 6)

## Ancien tracé de Melun à Milly-la-Forêt (D 372)
- Melun (km 0)
- Dammarie-les-Lys (km 4)
- Villiers-en-Bière (km 6)
- Perthes (km 12)
- Cély (km 15)
- Courances (km 19)
- Milly-la-Forêt (km 22)